# 克洛伊·威瑞爾
克洛伊·威瑞爾（德語：Chloe Vevrier，1968年9月18日—），德國女色情演員、模特兒和按摩師，以天然的H罩杯巨乳以及女同性戀色情作品中的演出而聞名。

## 生平
安德莉亞·伊雷娜·費雪生於東柏林，父母有法國和捷克斯洛伐克血統。威瑞爾曾是東德的脫衣舞孃，並參加過美式脫衣舞表演。但她不能在公開場合表演，東德政府不容忍此類活動；但父母則支持女兒的表演。牆倒塌後，自稱「克洛伊·威瑞爾」，1990年代初期開始為各種雜誌當模特兒（如），之後因女同性戀照片系列和電影成名。在那之後，她成為合格的按摩師並熱愛練習密宗瑜伽的同時，也時常參與色情作品的出鏡，更建立了自己的網站。2010年退出業界，共拍攝了40部電影。
她也是卡巴拉的追隨者。2003年起與攝影師傑森·塞弗特（Jason Seifert）結婚。住所包括美國加利福尼亞州、英國和德國，主要住在洛杉磯。

## 外部連結
- 官方网站
- 克洛伊·威瑞爾在互联网电影资料库（IMDb）上的資料（英文）
- Chloe Vevrier在網際網路成人電影資料庫
- Chloe Vevrier （页面存档备份，存于） - Boobpedia